# マザー・ラヴ・ボーン (アルバム)
『マザー・ラヴ・ボーン』(Mother Love Bone、通称：Stardog Champion)は、アメリカのロックバンド、マザー・ラヴ・ボーンのコンピレーション・アルバム。1992年9月22日にスタードッグよりリリース。
EP『Shine』の楽曲（14～17曲目）とフルアルバム『アップル』の楽曲（1～13曲目）を一枚にまとめた編集版。2枚組仕様。ビルボードで77位を記録。

## 収録曲
全曲アンドリュー・ウッドの作詞、ウッド、ブルース・フェアウェザー、ストーン・ゴッサード、ジェフ・アメン、グレッグ・ギルモアの作曲
1. "This Is Shangrila" - 3:41
2. "Stardog Champion" - 4:58
3. "Holy Roller" - 4:26
4. "Bone China" - 3:45
5. "Come Bite the Apple" - 5:25
6. "Stargazer" - 4:49
7. "Heartshine" - 4:35
8. "Captain Hi-Top" - 3:05
9. "Man of Golden Words" - 3:40
10. "Capricorn Sister" - 4:17
11. "Gentle Groove" - 4:02
12. "Mr. Danny Boy" - 4:49
13. "Crown of Thorns" - 6:21
14. "Thru Fade Away" - 3:407
15. "Mindshaker Meltdown - 3:47
16. "Half Ass Monkey Boy" - 3:18
17. "Chloe Dancer/Crown of Thorns" - 8:40

### ボーナス・ディスク
1. "Capricorn Sister" (Shine version) - 3:54
2. "Lady Godiva Blues" - 3:23

## 参加ミュージシャン
- アンドリュー・ウッド - ボーカル、ピアノ
- ブルース・フェアウェザー - リードギター
- ストーン・ゴッサード - リズムギター
- ジェフ・アメン - ベース
- グレッグ・ギルモア - ドラムス